# أحمد محفوظ
أحمد محفوظ (15 يونيو 1970 -) هو مخرج مصري، ومدير قناة الجزيرة الوثائقية.

## حياته ونشأته
ولد في الخامس عشر من يونيو عام 1970 بمدينة القاهرة، درس في كلية الحقوق جامعة القاهرة، وبعد انتهاء دراسته اتجه لدراسة السينما بالمعهد العالي للسينما وتخرج عام 1995.
نال منحة لدراسة إدارة الفنون بالأكاديمية المصرية بروما، أنهي المنحة ثم اتجه لادارة قسم السينما والفيديوتك بمركز الإبداع بدار الأوبرا المصرية.

## مسيرته
عمل مساعد مخرج في العديد من الأعمال السينمائية والتليفزيونية والدعائية المصرية والأجنبية قبل أن يقدم أفلامًا.
انضم لفريق عمل شبكة الجزيرة وعمل مديرًا لقناة الجزيرة الوثائقية منذ 2008 وحتى الآن.
ويعمل حاليًا كمدير لقناة الجزيرة الوثائقية

## أعماله[6]
أخرج العديد من الأعمال منها
- مسلسل أولاد وبنات – دراما تليفزيونية
- فيلم "رحلة ذهاب فقط – 2002 فيلم وثائقي طويل
- الإسلاميون – سلسلة أفلام من 17 حلقة تعرض تاريخ الاسلام السياسي - 2009
- فيلم الزيارة – روائي قصير – 2013

إخراجه
أخرج مسلسل ولاد وبنات للتليفزيون المصري، كما أخرج عدد كبير من الأفلام الوثائقية منها سلسلة أفلام الإسلاميون شارك في عدد كبير من ورش صناعة الفيلم الوثائقي في عدد من الدول العربية.

## جوائز
نال العديد من التكريمات والجوائز في مهرجانات دولية وعربية.[بحاجة لمصدر]